# 上海交通大学附属中学嘉定分校
上海交通大学附属中学嘉定分校，简称交大附中嘉定分校，“交嘉”，是位於中華人民共和國上海市嘉定区嘉定新城的一所寄宿学校以及公辦高級中學。該校由上海市教育委员会、上海交通大学、上海市嘉定区人民政府按照上海市实验性示范性高中标准共同创办，上海交通大学附属中学承办。該校创建于2011年。